# Montélier
Montélier este o comună în departamentul Drôme din sud-estul Franței. În 2009 avea o populație de 3.516 de locuitori.

## Evoluția populației
| An        | 1975  | 1982  | 1990  | 1999  | 2006  | 2009  |
| --------- | ----- | ----- | ----- | ----- | ----- | ----- |
| Populație | 1.276 | 2.126 | 2.738 | 3.120 | 3.268 | 3.516 |